# 656 Бігль
656 Бігль, тимчасове позначення 1908 BU, — астероїд із зовнішніх областей поясу астероїдів, діаметром приблизно 60 км. Він був відкритий 22 січня 1908 року німецьким астрономом Августом Копфом в Гейдельберзькій обсерваторії.  Це основне тіло і тезка невеликого скупчення Біглів, розташованого в родині Феміди.  Астероїд типу C, ймовірно, дуже витягнутий і має період обертання 7,0 годин.  Він був названий на честь корабля "Бігль" Чарльза Дарвіна. 

## Орбіта і класифікація
Скупчення Бігль названо по назві астероїда Бігль.  Це невелике сімейство астероїдів, що складається з менше ніж 150 відеритих тіл, розташованого в значно більшому сімействі Феміди, вуглецевих астероїдів, яке названо на честь 24 Феміди.  Він обертається навколо Сонця в зовнішньому головному поясі на відстані 2,7–3,6 а.о. Період обертання - 5 років і 7 місяців (2042 дні; велика напіввісь 3,15 а.о.). Його орбіта має ексцентриситет 0,13 і нахил відносно екліптики 1° . 

## Назва
Ця мала планета була названа на честь корабля "Бігль", на якому натураліст Чарльз Дарвін здійснив навколосвітнє плавання з 1831 по 1836 рік. Офіційна цитата про назви була згадана в «Назвах малих планет » Пола Гергета в 1955 році.

## Фізичні характеристики
На основі даних Слоанівського цифрового огляду неба Бігль є вуглецевим астероїдом типу C , що відповідає загальному спектральному типу сімейства Бігля та Феміди. 

### Період обертання
У квітні 2004 року Джон Менке в обсерваторії Менке отримав за допомогою фотометричних спостережень обертальну криву блиску Бігля. Аналіз кривої блиску дав період обертання 7.035±0.003 години з дуже високою амплітудою яскравості 1,2 зоряної величини, що вказує на несферичну витягнуту форму.

### Діаметр і альбедо
Згідно з дослідженням, проведеним місією NEOWISE на телескопі WISE, Бігль має діаметр 62,6 кілометра, а його поверхня має альбедо 0,045. За іншими даними (CALL) альбедо астероїда - 0,0625, діаметр - 53,17 кілометрів при прийнятті абсолютної зоряної величини рівної 10,0. 